# Луговской, Евгений Фёдорович
Евгений Фёдорович Луговско́й (1884—1952) — врач, деятель здравоохранения, Заслуженный врач Карело-Финской ССР (1940).

## Биография
Родился в семье полкового священника, Луговского Федора Андреевича (1847—1898) и Марии Ивановны. Имел братьев, Николая, Петра и Александра (отца поэта, Луговского Владимира Александровича) и сестер, Марию, Лидию и Любовь (жену Блейве Михаила Ивановича). Жена, Луговская (Николаевская) Анна Николаевна. Дети: Мстислав (1918), Борис (1921), Мария (1924).
Окончил гимназию в Либаве.
После окончания в 1910 году с дипломом врача Юрьевского Императорского университета, работал терапевтом в Санкт-Петербургской Боткинской больнице.
В 1914—1923 годах, в период Первой мировой войны и Гражданской войны в России, служил военным врачом.
В 1923—1941 годах работал в больницах Петрозаводска, организатор Петрозаводской городской поликлиники (1930).
В 1941—1944 годах, в период Советско-финской войны, служил военным врачом в госпитале Беломорска.
В 1935—1952 годах преподавал в Карельском медицинском политехникуме, возглавлял отделение Петрозаводской городской больницы (1944—1952).
Вёл научные разработки краевой патологии.
Именем Евгения Луговского назван сквер в г. Петрозаводске.